# Feuerungs- und Schornsteinbauer

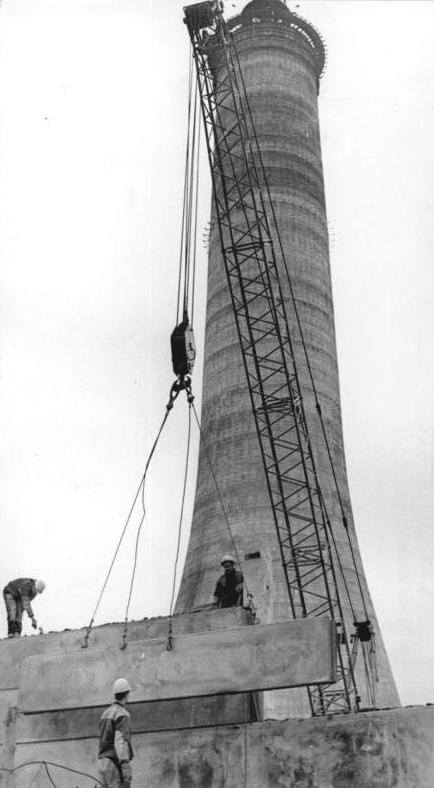
Errichtung des Schornsteins des Kraftwerks Thierbach durch polnische Monteure im Jahr 1968.

Der Feuerungs- und Schornsteinbauer ist ein staatlich anerkannter Ausbildungsberuf nach dem Berufsbildungsgesetz und der Handwerksordnung.

## Ausbildungsdauer und Struktur
Die Ausbildungsdauer zum Feuerungs- und Schornsteinbauer beträgt in der Regel drei Jahre. Die Ausbildung erfolgt an den Lernorten Betrieb, Ausbildungszentrum und Berufsschule. Die Ausbildung ist im Blockunterricht. Es handelt sich um die zweite Stufe einer Stufenausbildung zum Hochbaufacharbeiter.

## Arbeitsgebiete
Feuerungs- und Schornsteinbauer stellen feuerfeste Baukonstruktionen für Feuerungen und Abgaskanäle aus Steinen her. Sie bauen Schornsteine, stellen Abgasanlagen aus Fertigteilen her und kümmern sich um einen ausreichenden Blitzschutz. 
Sie finden ihren Arbeitsplatz im Industriebau, im Wohnungsbau und im öffentlichen Bau. Sie können sowohl in der Sanierung, Modernisierung und Instandsetzung von feuerfesten Konstruktionen eingesetzt werden, wie auch im Neubau.

## Ausbildungsvergütung
Die Höhe der Ausbildungsvergütung richtet sich häufig nach tarifvertraglichen Festlegungen. Der Baut -Tarifvertrag hat folgende Ausbildungsvergütung im feuerungstechnischen Gewerbe geregelt (Stand 01.07.2024):
- 1. Ausbildungsjahr: 1.080,00 Euro
- 2. Ausbildungsjahr: 1.300,00 Euro
- 3. Ausbildungsjahr: 1.610,45 Euro.

## Bekannte Schornsteinbauer
- Fred Dibnah war ein auf Abrisse spezialisierter englischer Schornsteinbauer (Steeplejack) und Fernsehmoderator für technikgeschichtliche Sendungen.